# Sabaton
Sabaton (укр. Сабатон; сабатон або соллерет — це частина броні, яка охоплює ногу) — шведський хеві-павер-метал-гурт, заснований у 1999 році. Основною темою для пісень є війни та окремі битви. Назва гурту в перекладі з англійської означає броньований черевик, тобто частину лицарського обладунку.

## Історія

### Становлення та перші альбоми (1999—2009)
У 1999 році п'ятеро хлопців з шведського містечка Фалун задумали сколотити хеві-метал-бенд під назвою Sabaton. Обов'язки між ними розподілилися так: Йоакім Броден (вокал, клавішні), Рікард Сунде (гітара), Оскар Монтеліус (гітара), Пер Сундстрем (бас) і Річард Ларссон (ударні). На початку 2000-го п'ятірка зібралася в легендарній студії «Abyss», де під наглядом Томмі Тагтгрена зробила свої перші записи. Потім була перемога на одному з великих конкурсів, а для закріплення успіху хлопці випустили збірку своїх демо під назвою «Fist for Fight». Наклад у 600 копій розлетівся за лічені тижні, і музиканти вирішили зайнятися пошуком відповідного лейбла для реалізації своєї продукції.

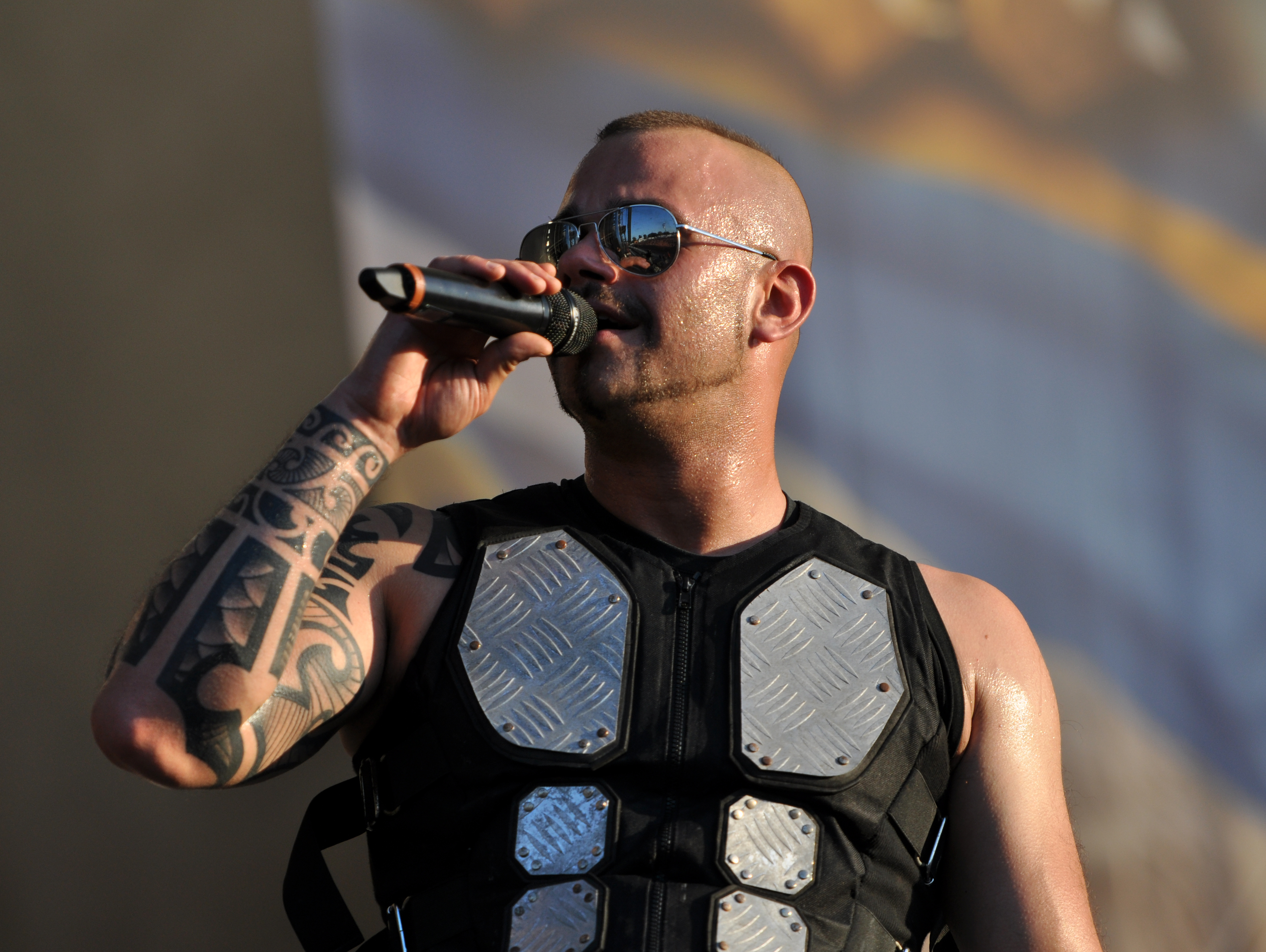
Йоакім Броден

Пропозиції надходили як від місцевих фірм, так і від зарубіжних, і Sabaton зупинили свій вибір на італійській конторі «Underground Symphony». За укладання угоди гурт знову засів в «Abyss», де перезаписала матеріал з «Fist for Fight», додала до нього нові треки, і в результаті на світ з'явився її перший офіційний компакт.
Випуск релізу не викликав ніяких емоцій, а команда тим часом, з новим барабанщиком Даніелом Муллбаком зайнялася підготовкою нового альбому. Коли робота над «Metalizer» була закінчена, лейбл почав затягувати час, і дата виходу платівки постійно відкладалася. У 2004 році втомлені від нескінченних очікувань музиканти вирішили почати все заново і спорудили демку «Panzer Battalion». Промо-CD викликав позитивні відгуки, і гурт знов почали завалювати пропозиціями, однак цього разу колектив не поспішав з контрактом. Змінивши тактику, «Sabaton» своїми силами записали новий альбом і лише потім взялися за переговори.
У 2005 році команда довірилася шведському лейблу «Black Lodge» і тієї ж таки весни вийшов у світ альбом «Primo Victoria». Робота носила концептуальний характер і присвячувалася різним військовим операціям від Сталінградської битви до «Бурі в пустелі». Альбом викликав непоганий резонанс, і концертна аудиторія «Sabaton» стала неухильно зростати.

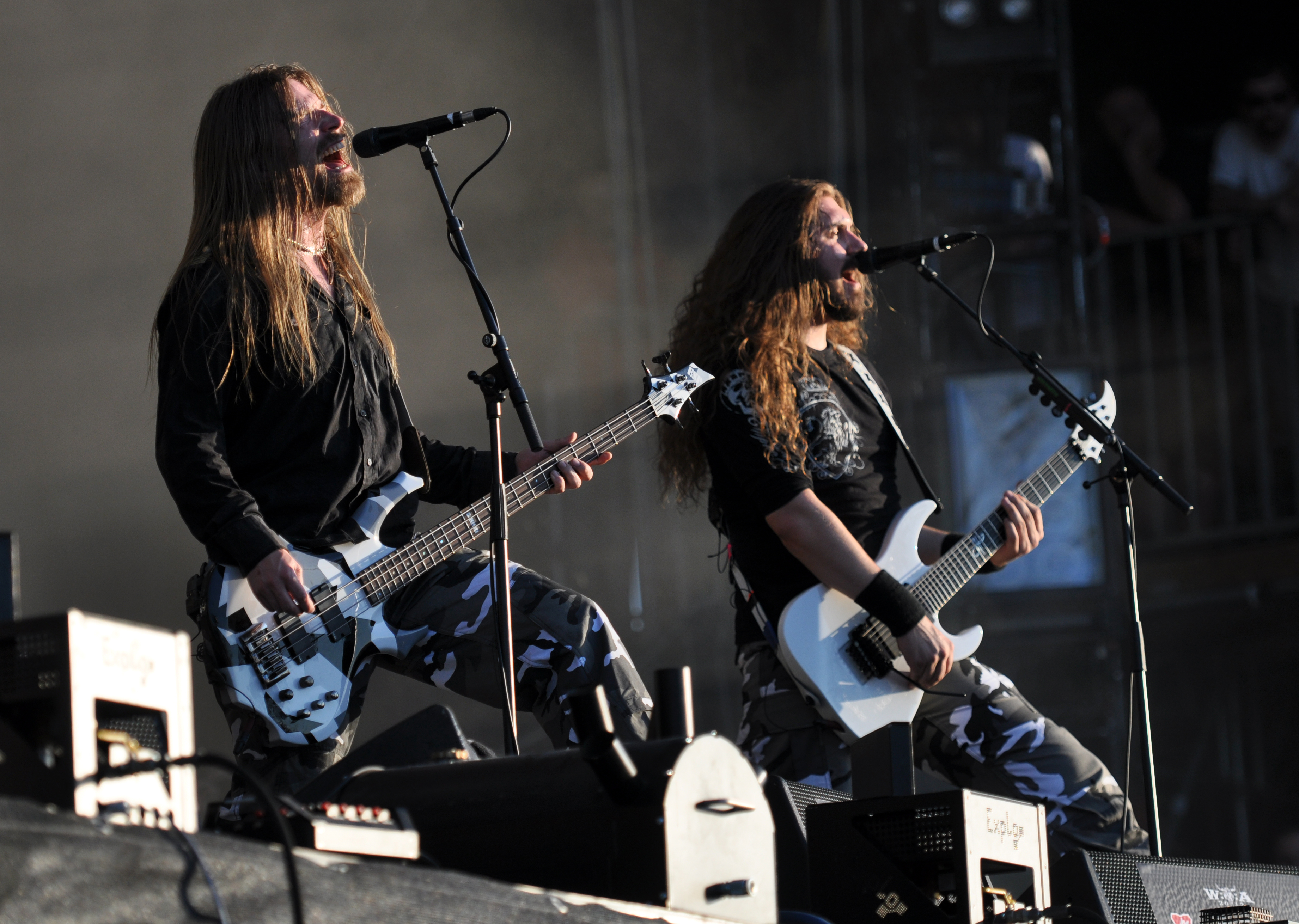
Пер Сундстрем та Кріс Рерланд на Wacken Open Air 2013

У тому ж 2005-му в офіційний склад був введений клавішник Даніел Світ, так що Броден тепер зміг зосередитися на вокальних партіях. Наступна повнометражка продовжувала військову тематику, і в «Attero Dominatus» знайшли відображення такі події як Битва за Берлін, ядерне бомбардування Хіросіми і Наґасакі, громадянська війна в Югославії і інцидент на Фолклендах. Як промоушен гурт провів своє перше повноцінне турне, в якому виступала на розігріві у Edguy і Dragonforce. Потім пройшли гастролі в компанії з Lordi, Therion і Grave Digger, а в 2007-му, після довгих переговорів з «Underground Symphony», у продаж нарешті надійшов нещасливий «Metalizer». Попри те, що промоушеном ніхто особливо не займався, альбом зайняв у шведських хард-рокових чартах високу позицію.
Відновивши таким чином історичну справедливість, музиканти взялися створювати новий альбом, причому назву і концепцію для нього запозичили з книги давньокитайського генерала Сунь Цзи — Мистецтво війни («The Art of War»). Саме в цьому альбомі нарешті був вироблений індивідуальний стиль гри, який виділив гурт з безлічі схожих. Темами пісень в альбомі є 7-ма танкова («Примарна») дивізія Вермахту, Польська кампанія 1939, Радянсько-фінська війна, Битва на Курській дузі та інші. На підтримку «The Art of War» команда провела своє перше турне? як хедлайнери. Цей альбом приніс Sabaton колосальний успіх: окрім участі в декількох телепередачах, гурт вирушає у великий тур. Тільки з травня 2008 по грудень 2009 року Sabaton провели понад 160 концертів у більш ніж 20 країнах, гурт отримав почесне громадянство від польського уряду, гастролювала з Hammerfall і Dragonforce.
Не дивлячись на щільний гастрольний графік, творчий процес не припинявся ні на хвилину, і наприкінці 2009 року гурт був готовий до запису свого нового альбому «Coat of Arms».

### Альбом Coat of Arms (2010—2011)
Sabaton звернулися до своїх прихильників з проханням прислати ідеї для них — на цей заклик гурт отримав тисячі листів, а при підготовці до нового альбому вони підписали договір з лейблом Nuclear Blast, зробивши великий крок вперед. Пісні і музика для альбому були написані в 2009 році, а в січні 2010 року гурт відправився назад в Abyss Studios записувати ударні, цього разу з Петером Тегтгреном, а потім повернулися в свою студію, яку в Sabaton жартома називали «орлиним гніздом».  На початку лютого 2010 року Фредрік Нордстрем, за сприяння Ендрю Хейболла, записує альбом разом з Sabaton в студії Boomtown. Після відшліфовування «Coat of Arms», остаточний його варіант був відправлений до Nuclear Blast.
У вересні 2010 року альбоми «Primo Victoria», «Attero Dominatus», «Metalizer», «The Art of War» були перевидані. У них з'явилися раніше невидані пісні і live-записи.

### Зміна складу (2012—2015)
31 березня 2012 року було офіційно оголошено про те, що змінюється склад гурту. Замість гітаристів Оскара Монтеліуса і Рікарда Сундена, що пішли, ударника Данієля Муллбака і клавішника Даніеля Мюра в гурт прийшли гітаристи Кріс Рерланд і Тоббі Енглунд, а також ударник Роббан Бек. Пошуки клавішника продовжуються.
18 квітня 2012 року в світ виходить збірка «Metalus Hammerus Rex», а 22 травня — сьомий студійний альбом «Carolus Rex», записаний ще в попередньому складі. Альбом вийшов шведською та англійською мовами. У турі по Європі пісні з нового альбому виконуються в основному англійською, хіба що в Швеції вони виконуються шведською мовою.

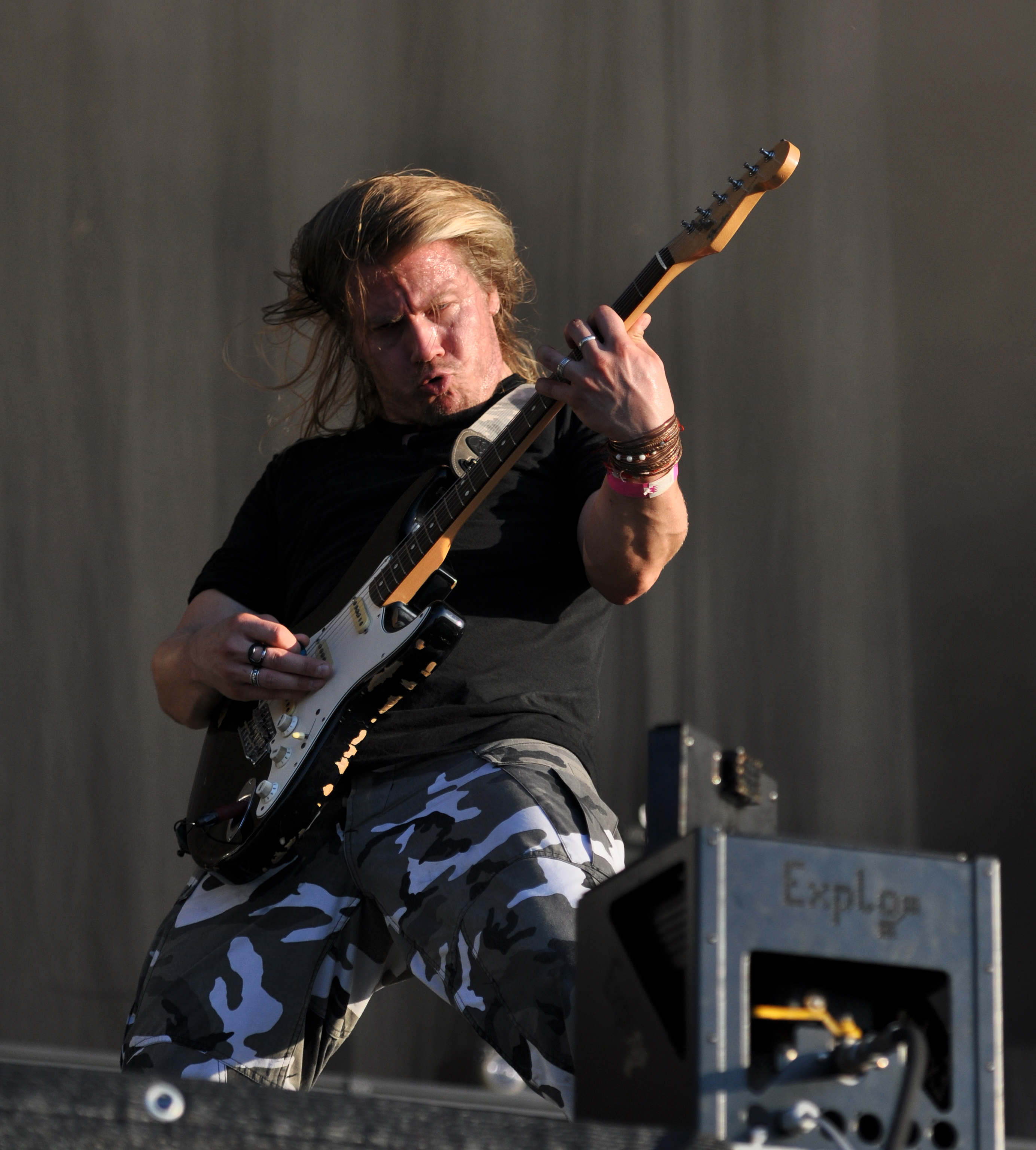
Тоббі Енглунд

23 вересня 2013 року виходить другий концертний альбом гурту, названий «Swedish Empire Live». Він складається з CD, Blu-ray і DVD-дисків. CD-диск включає аудіозаписи з концерту у Вудстоку в 2012 році, DVD — 70 епізодів концертного туру гурту по Європі, а Blu-ray — записи концертів в Гетеборзі (на якому до гурту приєднується Сноуї Шоу), Оберхаузені і Вудстоку, а також нарізку відео з деяких інших концертів. 14-15 листопада на фестивалі Metal Hammer Paradise з гуртом виступає їх новий ударник — Ганнес Ван Даль, учасник гурту Downthrust і колишній ударник Evergrey. 2 січня 2014 року гурт розпочав запис свого нового, восьмого студійного альбому — «Heroes», який вийшов 16 травня 2014 року.

### Альбом The Last Stand (2016—2018)
29 квітня 2016 року у офіційному сайті з'явилася інформація про вихід нового альбому. Реліз альбому «The Last Stand» відбувся 19 серпня 2016 року. Відбулися концерти в Лос-Анджелесі, Скандинавії та Європі.
На початку квітня 2019 року було анонсовано новий концептуальний альбом, який повністю буде присвячений подіям Першої світової війни. За словами учасників гурту, запис нового альбому почалася 11 листопада 2018 року, тобто рівно через сто років після закінчення Першої світової. Датою релізу було призначено 19 липня 2019 року. Альбом отримав назву The Great War.

### Історія Сабатона та The Great War (2019)
2 квітня 2019 року гурт анонсував новий концептуальний альбом про Першу світову війну під назвою «The Great War».
22 квітня 2019 року на офіційному каналі гурту на Youtube вийшов кліп на сингл «Bismarck». Пісня оповідає про знищення німецького військового корабля «Бісмарк». Графічними ефектами в кліпі займалася компанія Wargaming, пісня не входить в жоден з альбомів.
5 травня 2019 року вони грали в Пльзені на річниці Празького повстання.
19 липня 2019 року остаточно вийшов альбом «The Great War».
13 червня 2019 вийшло лірик-відео на пісню «Red Baron». 27 червня відбулася прем'єра кліпу «Great War».
1 серпня 2019 року гурт відіграв свій 20-й ювілейний концерт на фестивалі Wacken Open Air 2019 під час виступу на сцену вийшов колишній гітарист гурту Тоббе Енглунд, який виконав дві пісні. У другій половині виступу Sabaton запросили на другу сцену фестивалю інших колишніх учасників гурту — Рікарда Сундена, Даніеля Мера і Даніеля Мюллбека, разом з Енглундом. Сунден, Мер і Мюллбек, що є учасниками Civil War, схожого гурту, який вони створили разом з Оскаром Монтеліусом, ще одним колишнім учасником Sabaton, а також Нільсом Патріком Йоханссоном і Стефаном Ерікксоном, які також не є колишніми учасниками Sabaton.
30 серпня 2019 року гурт потрапив у серйозну автокатастрофу в Тунісі, повертаючись зі зйомок кліпу в пустелі Сахара. Травми, отримані в аварії, змусили їх скасувати концерт у Києві.

### Сингли та The War to End All Wars (2020— дотепер)
Гурт випустив «Livgardet», шведську версію нового синглу, 26 лютого 2021 року, а англійська версія вийшла 9 квітня. Пісня є даниною поваги шведському полку Лівгардет, Королівській гвардії, випущена з нагоди його 500-річного ювілею як військової частини, що робить його однією з найдовших військових частин у світі. Спочатку пісня була створена у співпраці зі Збройними силами Швеції та полком Лівгард, але співпраця була припинена після наказу командування шведської армії, посилаючись на те, що Сабатон виступав у Криму в 2015 році на фестивалі, організованому російським мотоциклетним угрупуванням «Нічні вовки».
7 травня 2021 року вийшов сингл під назвою «Defence of Moscow» — англомовна кавер-версія пісні російського блогера «Radio Tapok»(Олега Абрамова).
10 серпня 2021 року Sabaton опублікували тизер на 14 серпня 2021 року азбукою Морзе, що перекладається як «Війна, яка покладе край усім війнам». 14 серпня 2021 року було оголошено про вихід нового альбому, що продовжує тему Першої світової війни під назвою «The War to End All Wars».
4 березня 2022 року альбом вийшов. Перший сингл з альбому, «Christmas Truce», вийшов 29 жовтня 2021. Другий сингл з альбому, «Soldier of Heaven», вийшов 7 січня 2022 р. Третій сингл з альбому, «The Unkillable Soldier», вийшов 11 лютого 2022 р.
25 серпня 2021 року вийшла пісня «Steel Commanders» на підтримку нового контенту Sabaton у популярній відеогрі World of Tanks. Пізніше вона була обрана Loudwire 33-ю найкращою метал-піснею 2021 року.
30 вересня 2022 року пісня «Father» про німецького вченого Фріца Габера була випущена як перший сингл з їх мініальбому Weapons of the Modern Age, частини запланованої трилогії з трьох частин під назвою Echoes of the Great War. Ще один сингл під назвою «The First Soldier» вийшов 20 січня 2023 року разом з міні-альбомом — «Heroes of the Great War».
14 квітня 2023 року Sabaton випустили кавер на пісню гурту Motörhead «1916» з альбому 1916

## Склад гурту

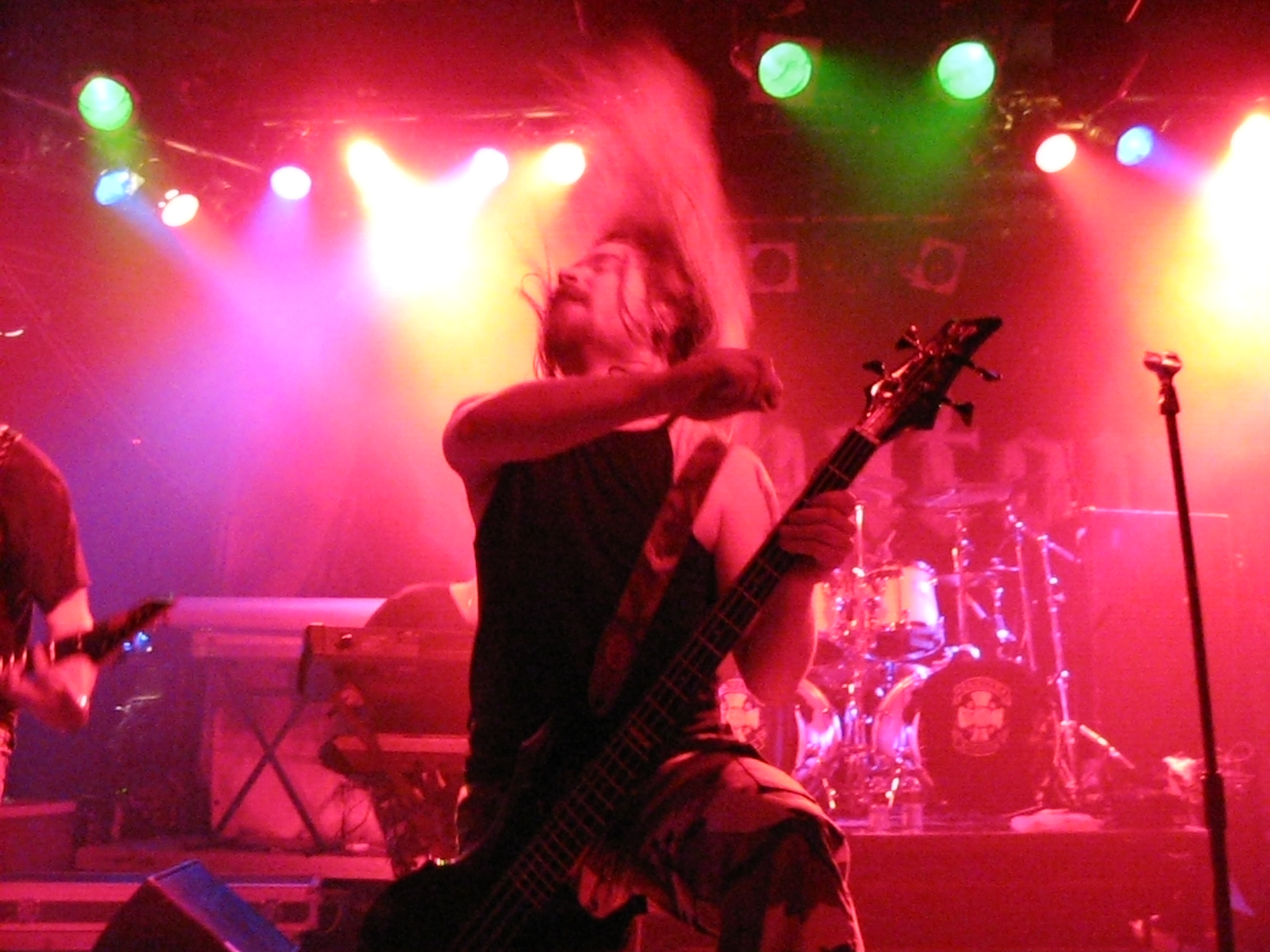
Пер Сундстрем під час концерту 21 січня 2007 року

### Поточний склад учасників
- Йоаким (Юхим) Броден  (Joakim Brodén) — фронтмен, вокал, клавішні
- Кріс Рерланд  (Chris Rörland) — гітара, бек-вокал
- Пер Сундстрем (Pär Sundström) — бас, бек-вокал
- Ганнес Ван Даль (Hannes Van Dahl) — барабани, ударні
- Тобе Енґлюнд — гітара, бек-вокал

### Колишні учасники гурту
- Томмі Юганссон (Tommy Johansson) — гітара, бек-вокал

### Альбоми
| 2005                                 | Primo Victoria - Дата: 4 березня 2005 - Видавець: Black Lodge Records  | 43 | —  | —  | —  | —  | —  |
| 2006                                 | Attero Dominatus - Дата: 28 липня 2006 - Видавець: Black Lodge Records | 16 | —  | —  | —  | —  | —  |
| 2007                                 | Metalizer - Дата: 16 березня 2007 - Видавець: Black Lodge Records      | 21 | —  | —  | —  | —  | —  |
| 2008                                 | The Art of War - Дата: 30 травня 2008 - Видавець: Black Lodge Records  | 5  | —  | —  | —  | —  | —  |
| 2010                                 | Coat of Arms - Дата: 21 травня 2010 - Видавець: Nuclear Blast          | 2  | 77 | 17 | 19 | —  | 33 |
| 2012                                 | Carolus Rex - Дата: 23 травня 2012 - Видавець: Nuclear Blast           | 2  | 23 | 9  | 7  | 21 | 19 |
| 2014                                 | Heroes - Дата: 16 травня 2014 - Видавець: Nuclear Blast                | 1  | 11 | 2  | 2  | 13 | 7  |
| 2016                                 | The Last Stand - Дата: 19 серпня 2016 - Видавець: Nuclear Blast        | 1  | 2  | 1  | 2  | 11 | 1  |
| «—» положення не було зареєстровано. |                                                                        |    |    |    |    |    |    |

### Збірки
| Рік  | Назва                                                        |
| ---- | ------------------------------------------------------------ |
| 2000 | Fist for Fight - Дата: 2000 - Видавець: Underground Symphony |

### Сингли
| Рік  | Назва                                                                      |
| ---- | -------------------------------------------------------------------------- |
| 2007 | Masters of the World - Дата: 2007 - Видавець: Black Lodge Records          |
| 2008 | Cliffs of Gallipoli - Дата: 30 травня 2008 - Видавець: Black Lodge Records |